# Миодраг Коядинович
Миодраг Коядинович (на сръбски: Миодраг Којадиновић или Miodrag Kojadinović, в Канада фамилията също изписана Kojadinovic с буква „c“ вместо „ć“) е сръбско-канадски писател, преводач и изследовател в областта на Gender Studies.

## Биография
Роден е в Неготин през 1961 г. Участва в академични изследвания, обучение и преподаване в Канада, Сърбия, Норвегия, Холандия, Унгария и Китай (включително Макао). След 2005 г. е преподавал в три университета и две висши училища в Южен Китай.
Негови текстове са публикувани в 26 страни на английски, сръбски, френски, руски, китайски, португалски, нидерландски, иврит (еврейски), унгарски, словенски и фризийски.
Участвал е в няколко документални филма и е бил тема на един.
През 2015 г. две от книгите му излизат през същия месец (октомври) в двата края на света, в Хонг Конг и Калифорния. През 2016 г. е един от носителите на литературната награда Ламбда.
През 2017 г. е бил гост на фондация „Следваща страница“ в София за един месец, чрез обмен на писатели от Югоизточна Европа, организиран от Traduki, а през 2023 г. той е поканен в Нанкин, град на литературата на ЮНЕСКО, като писател в резиденция.